# 環境問題列表
這是一份環境問題列表（英語：List of environmental issues），把會對生態環境產生害處的人類活動列出。大致依照原因、影響和緩解措施三項做分類。請注意，影響之間會互有關聯，並在相互作用之後可能會產生新的負面影響。
英文版對每一類別所談論的都依據英文字母順序排列，翻譯時也未做更動。

## 原因
- 溫室氣體排放 - 燃煤發電廠•二氧化碳•甲烷•氟化氣體（英语：Fluorinated gases）
- 人口過多 - 生物承載力•氣候變遷•環境承載力•濫用自然資源•工業化•I=PAT•土地退化•填海造陸•人口過度增長（英语：Overshoot (population)）•人口密度•人口動態（英语：Population dynamics）•人口成長（英语：population growth）•人口成長預測（英语：Projections of population growth）•總和生育率•城市化•垃圾•水資源衝突（英语：Water conflict）•水資源稀缺（英语：Water scarcity）•過度抽取水資源（英语：Overdrafting）
- 水文學 - 水庫對環境的影響（英语：Environmental impacts of reservoirs）•農業水文學（英语：Hydrology (agriculture)）•洪水•山泥傾瀉
- 集約農業 - 農業補貼•農場火災（英语：Barn fire）•肉類生產對環境的影響（英语：Environmental effects of meat production）•集約化畜牧業•集約農作物種植（英语：Intensive crop farming）•灌溉•單一耕作•營養物質污染（英语：Nutrient pollution）•過度放牧•農藥飄移（英语：Pesticide drift）•農業塑料栽種（英语：Plasticulture）•刀耕火種•暗管排水（英语：Tile drainage）•人畜共通傳染病
- 土地利用 - 建成環境•沙漠化•生境破碎化•棲息地破壞•土地退化•土地污染•草坪#Environmental concerns•小徑倫理（英语：Trail ethics）•熱島效應•城市蔓延
- 奈米技術 - 奈米技術的影響（英语：Impact of nanotechnology）
- 自然災害
- 核電存廢問題 - 放射性落下灰•堆芯熔毀•核子動力•核子武器•核事故•核安全•高輻射廢料管理（英语：High-level radioactive waste management）
- 海洋廢棄物 - 太平洋垃圾帶•幽靈漁網（英语：Ghost net）•沖上海岸（環境組織）（英语：Washed Ashore）
- 水污染

## 影響
- 氣候變化 - 全球黯化•化石燃料•海平面上升•溫室氣體•海洋酸化•大西洋經向翻轉環流  • 煤炭產業對健康與環境的影響•熱島效應•洪水
- 環境退化 - 生物多樣性喪失•棲息地破壞•入侵物種
- 環境衛生（英语：Environmental health）- 空氣品質•哮喘#环境因素•先天性障礙•發育缺陷（英语：Developmental disability）•內分泌干擾素•煤炭產業對健康與環境的影響•奈米技術對環境的影響（英语：Environmental impact of nanotechnology）•電磁場#健康與安全•電磁輻射與健康•室內空氣品質•鉛中毒•白血病•奈米毒理學（英语：Nanotoxicology）•大自然不足症•同一健康•病態建築症候群（英语：Sick Building Syndrome）•水力壓裂對環境的影響
- 能源產業對環境的影響 - 煤炭產業對健康與環境的影響•水力壓裂法#environmental effects
- 交通運輸對環境的影響

航空業對環境的影響
石油產業對環境的影響 - 尾氣•輪胎回收•汽車外部性影響
航運業對環境的影響 (歐洲遊輪污染•美國遊輪污染）
- 戰爭對環境的影響（英语：Environmental impact of war） - 橙劑•貧鈾•軍隊•有毒廢棄物堆場污染清除基金所列污染地點清單（英语：List of Superfund sites）• 焦土政策•未爆炸彈藥
- 物種內個體過多（英语：Overpopulation） - 生態葬•家養寵物數目過多（英语：Overpopulation in domestic pets）•公地悲劇•人類性別比#Gender imbalance•少子化
- 突變育種（英语：Mutation breeding） - 基因污染
- 合成生物學 - 人工基因合成（英语：artificial gene synthesis）•人工擴展遺傳訊息系統（英语：Artificially Expanded Genetic Information System）•八文字DNA
- 基因改造食品 - 轉基因作物•轉基因動物•轉基因食品爭議
- 污染 -  非點源污染（英语：Nonpoint source pollution）•點源污染

空氣污染 - 煤炭產業對健康與環境的影響•水力壓裂對環境的影響•室內空氣品質•煙霧•對流層臭氧•揮發性有機物•懸浮粒子•氯氟烴（CFC）• 臭氧層空洞#Biological effects
光害•視覺污染
噪音污染
土壤污染 - 鹽鹼地•棕土•殘餘碳酸鈉指數•土壤保護•土壤侵蝕•土壤污染•土壤鹽化•有毒廢棄物堆場污染清除基金•有毒廢棄物堆場污染清除基金所列污染地點清單
水污染 - 酸雨•農業污染•藻華•煤炭產業對健康與環境的影響•水力壓裂#Environmental impacts•富營養化•區域性大批魚類死亡•地下水污染•地下水補給•海洋廢棄物•海洋污染•鱼的汞污染•微塑料•營養物質污染•海洋酸化 •石油洩漏•鹼性湖•航運業對環境的影響•熱污染•城市逕流•廢水
太空垃圾•星際污染•臭氧層空洞
- 資源枯竭 - 濫用自然資源 •過度抽取水資源（地下水）•過度開發

消費主義 - 消費資本主義•計畫性報廢•過度消耗
捕撈對環境的影響 - 爆破捕魚•底拖網捕撈•氰化物捕撈•幽靈漁網•非法、瞞報及無管制捕魚•過度捕撈•鯊魚捕殺•捕鯊割鰭•捕鯨
伐木 - 皆伐•森林砍伐•非法砍伐
採礦對環境的影響 - 酸性礦場排水• 水力壓裂#environmental effects•炸開山頭採礦•煤漿
水 (匱乏) - 缺氧水體•裏海•加利福尼亞水權衝突•死海#Recession and environmental concerns•查德湖#Threats and preservation•水資源稀缺
- 毒物 - 橙劑•石棉•鈹•生物累積•生物放大作用•氯氟烴•氰•DDT#Environmental impact•內分泌干擾素•爆裂物•煤炭產業對健康與環境的影響•除草劑•碳氫化合物•過氯酸鹽•農藥•環境持久性藥物污染物（英语：environmental persistent pharmaceutical pollutant）•多溴二苯醚•金屬毒性（英语：Metal toxicity）•多氯聯苯•氯化二苯環戴奧辛（英语：Polychlorinated dibenzodioxins）•多環芳香烴•放射性污染 •揮發性有機物
- 垃圾 - 電子垃圾•太平洋垃圾帶•非法傾倒垃圾（英语：Illegal dumping）•垃圾焚化•亂扔垃圾（英语：Litter）•海洋廢棄物•生物醫療廢物• 垃圾掩埋場•滲濾液（英语：Leachate）•有毒廢棄物•煤炭產業對健康與環境的影響 •控制危險廢料越境轉移及其處置巴塞爾公約

## 緩解措施
- 緩解航空業對環境的影響 - 對航空業的稅收與補助（英语：Aviation taxation and subsidies）(航空客運稅（英语：Air passenger tax）•航空燃油稅（英语：Kerosene tax）) •電動飛機•高速鐵路
- 保育運動
  - 生態系統 - 缺氧水體•生物多樣性•生物安全•珊瑚白化•黑碳•邊緣效應•棲息地破壞•有機農業•生境破碎化•原位浸出（英语：In-situ leach）
  - 捕撈 - 爆破捕魚•底拖網捕撈•兼捕•鯨豚類兼捕（英语：Cetacean bycatch）•流刺網•非法、瞞報及無管制捕魚•捕撈對環境的影響•海洋污染•過度捕撈•捕鯨
  - 森林 - 皆伐•森林砍伐•林地復育與植樹造林•非法砍伐•小徑倫理
  - 自然資源 - 資源枯竭•濫用自然資源•穩態經濟（英语：Steady-state economy）•垃圾分級（英语：Waste hierarchy）
  - 物種 - 瀕危物種•遺傳多樣性•生境破壞•全新世滅絕事件•入侵物種•盜獵•授粉昆蟲減少（英语：Pollinator decline）•已滅絕物種列表（英语：list of extinct species）•宿主閾值密度（英语：Threshold host density）•野生動物買賣（英语：Wildlife trade）•野生動物疾病（英语：Wildlife disease）
  - 節約能源 - 替代汽車的交通工具（英语：Alternatives to car use）•能源效率•無車城市•能源分級（英语：Energy hierarchy）•土食主義（英语：Local food）
  - 再生能源  -  可再生能源商業化
  - 休閒活動 - 保護區
  - 節水
- 減災
- 環境法學 - 環境罪行（英语：Environmental crime）•環境正義（社會運動）（英语：Environmental justice）•污染者自付原則•預防原則•監管俘虜•小徑倫理
- 廢止燃油車
  - 電池驅動電動車的環境足跡
  - 氫經濟
  - 鐵路電氣化
  - 報廢計劃（英语：Scrappage program）
  - 車輛回收（英语：Vehicle recycling）
- 禁用用一次性塑料
  - 禁用塑料購物袋（英语：plastic bag ban） (澳大利亞禁用塑料購物袋（英语：Plastic bag bans in Australia）•美國禁用塑料購物袋（英语：Plastic bag bans in The United States）)•可生物降解購物袋（英语：Biodegradable bags）•環保購物袋•購物小推車（英语：Shopping trolley(caddy)）
  - 禁用瓶裝水（英语：Bottled water ban） - 重複使用水瓶（英语：Reuse of bottles）
  - 禁用塑膠吸管
- 永續農業
  - 營養轉變（英语：Nutrition transition） - 細胞農業（英语：Cellular agriculture） (培植肉)•植物性飲食 (半素食主義•純素主義•素食主義)

## 外部連結
- Environmental Issues and Research Topics | AurumScience.com （页面存档备份，存于）
- Environmental Issues | GlobalIssues.com （页面存档备份，存于）
- Human Activities that affect the Environment | The Energy Physics
- Environmental Threats That We are Going to Face | The Energy Physics (causes and effects)
- Millennium Ecosystem Assessment （页面存档备份，存于）